# 僧帽弁閉鎖不全
僧帽弁閉鎖不全（そうぼうべんへいさふぜん、英: mitral insufficiency, MI）または僧帽弁逆流症（そうぼうべんぎゃくりゅうしょう、英: mitral regurgitation, MR）とは、僧帽弁の弁閉鎖機能の障害（僧帽弁の硬化、短縮など）により弁が完全に閉じなくなり、左心室収縮期に血液が左心室から左心房に逆流する疾患。僧帽弁領域において全収縮期逆流性雑音が発生する。軽度では臨床的な症状を示さないが、進行すると運動時の易疲労性を示す。重度では肺の鬱血、水腫が認められる。心電図ではII誘導やaVF誘導でR波の拡大、胸部X線診断では左心房、左心室の拡大と肺の鬱血、水腫が認められる。一般的な治療法は利尿薬、血管拡張薬、アンギオテンシン変換酵素阻害薬、陽性変力薬を用いた内科療法である。

## 症状
- 疲労感
- 呼吸困難
- 失神または突然死

重症例では年間1.0～7.8％にみられることがある。弁尖逸脱に伴う乳頭筋の機械的刺激あるいは左室負荷に伴う心室性不整脈によるものと考えられている。